# Orboești, Ialomița

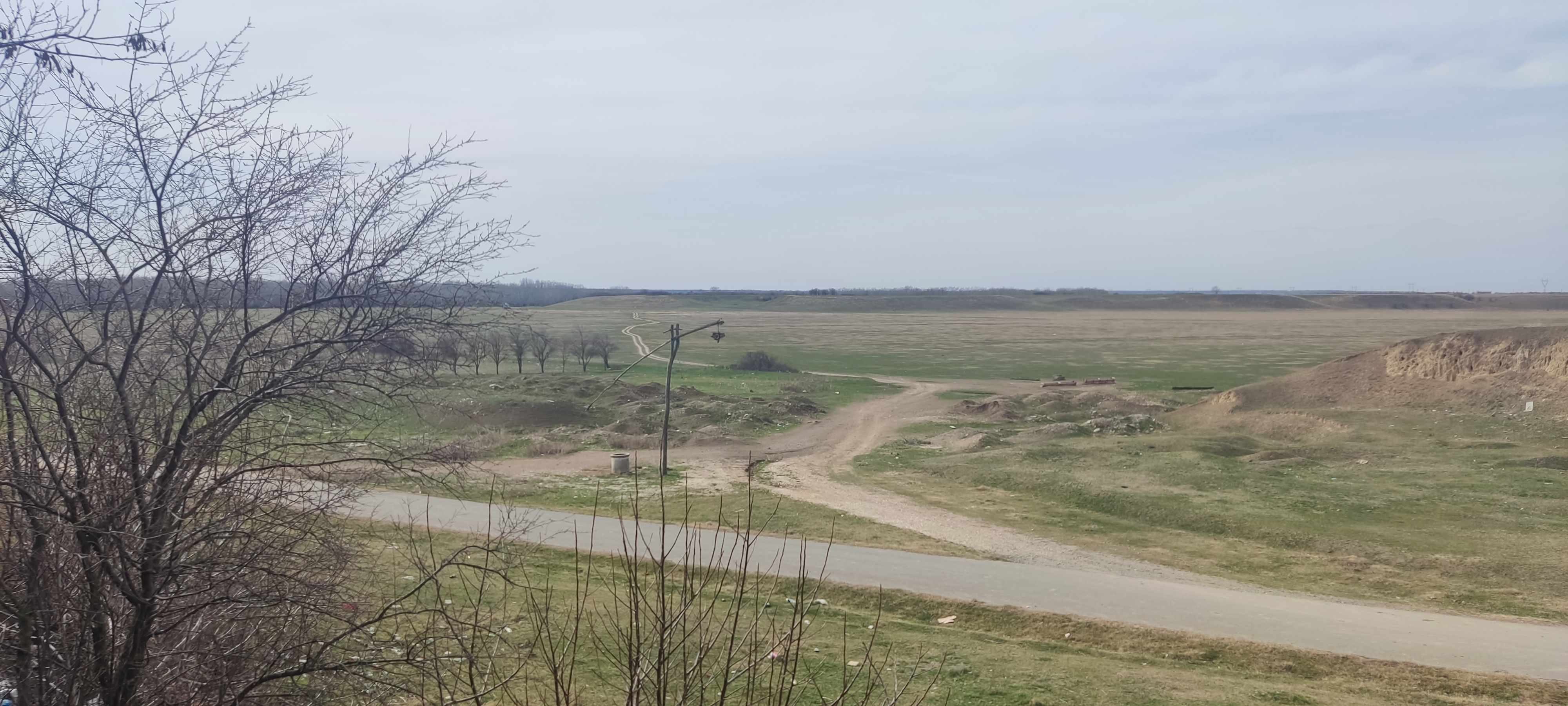
Lunca Ialomitei de langa Orboesti

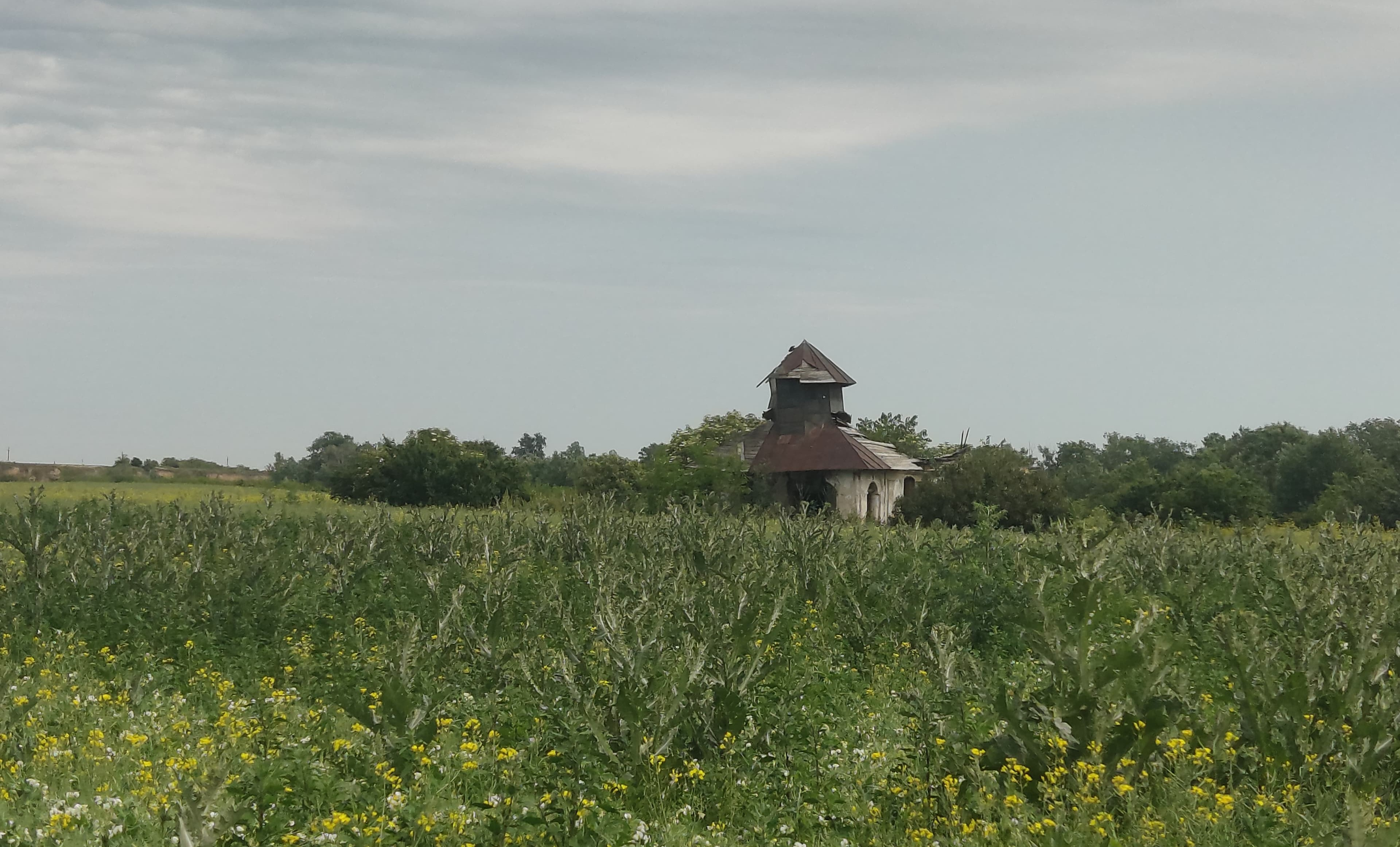
Biserica veche(sf. Nicolae) din lunca Ialomitei - 1797

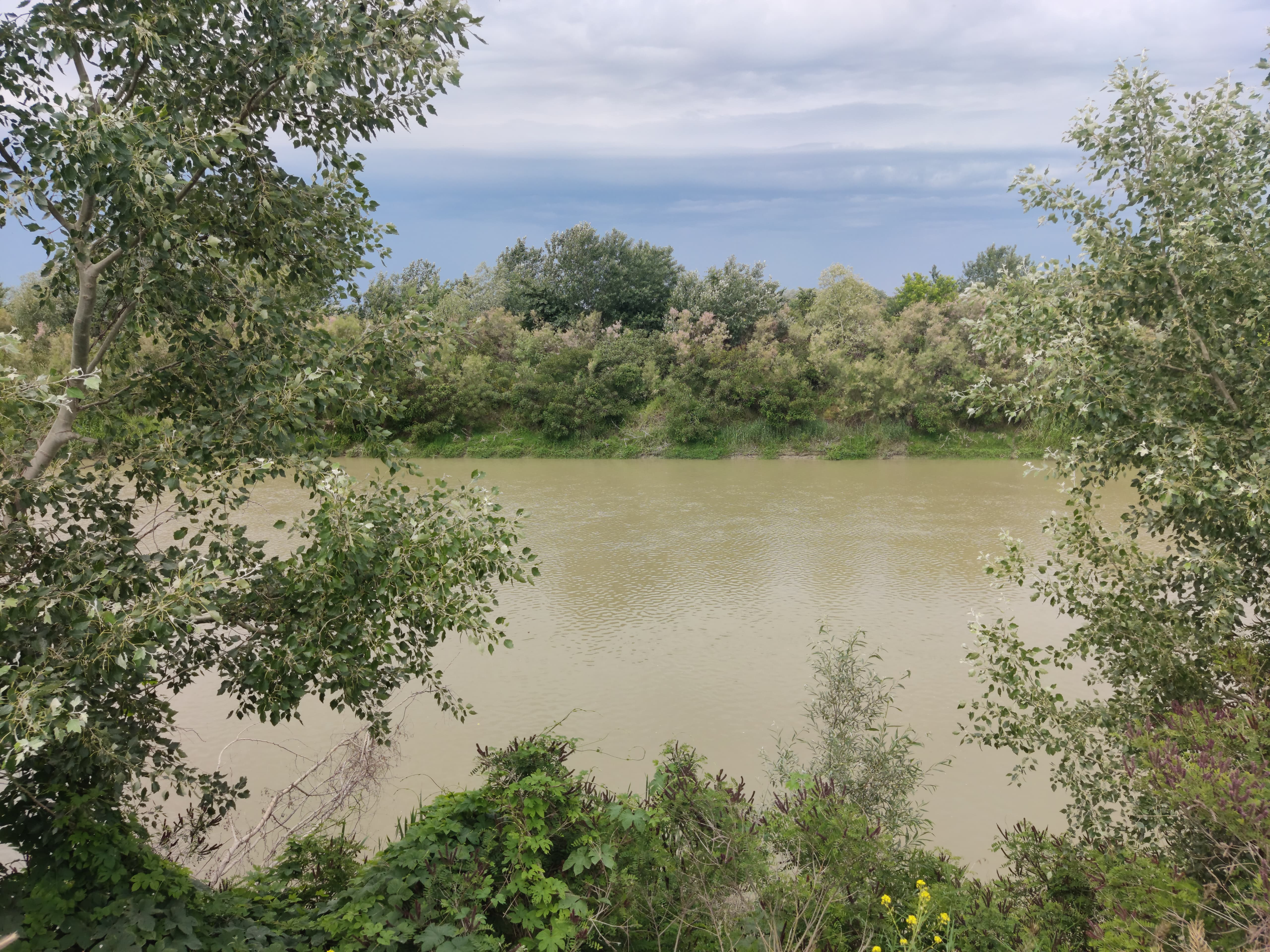
raul Ialomita la Orboesti

Orboești este un sat în comuna Andrășești din județul Ialomița, Muntenia, România.
La marginea satului, in lunca Ialomitei, inca se mai gaseste, o biserica monument istoric biserica sf. Nicolae construita in 1797, abandonata din pacate in anii 80 ai secolului trecut.

Satul Orboiești, sat de oameni liberi, este atestat documentar din sec. al XVI-lea. Biserica  cu hramul ” Sfântul Nicolae”a fost construită de către țăranii moșneni între anii 1795-1797, probabil pe locul altei biserici din lemn. Ea se află amplasată în apropierea râului Ialomița, la cca. 20 m.
Prin mutarea vetrei satului , de o parte și de alta a șoselei naționale București-Constanța, aproximativ 1 Km de biserică, lăcașul de cult a fost părăsit, sătenii construindu-și altă biserică.
După strămutarea vetrei satului pe vatra actuală în anul 1975, în urma unor inundații care au distrus  în întregime casele locuitorilor, biserica rămânând neatinsă de ape, aceasta a continuat să servească , până în anul 1983(anul când a fost dată în folosință noua biserică), drept biserică a comunității în care se desfășurau slujbele religioase.
Ulterior terenul din jurul bisericii a devenit teren arabil, biserica a fost abandonată și lăsată în paragină, aflându-se în momentul de față într-o stare avansată de degradare: Pictura ștearsă, acoperișul din tablă s-a distrus și a căzut, ziduri fisurate.
În jurul ei se află cimitirul în care sunt cruci vechi , cioplite în piatră.
Gardul ridicat în 2008 pentru aproteja ruinele a dispărut în timp.
Biserica se înscrie în tipul de biserici tipice Olteniei submontane, având plan de navă, cu pridvor deschis și o turlă micuță, așezată deasupra acestuia. A avut pictură și o pisanie săpată în piatră astăzi dispărute.

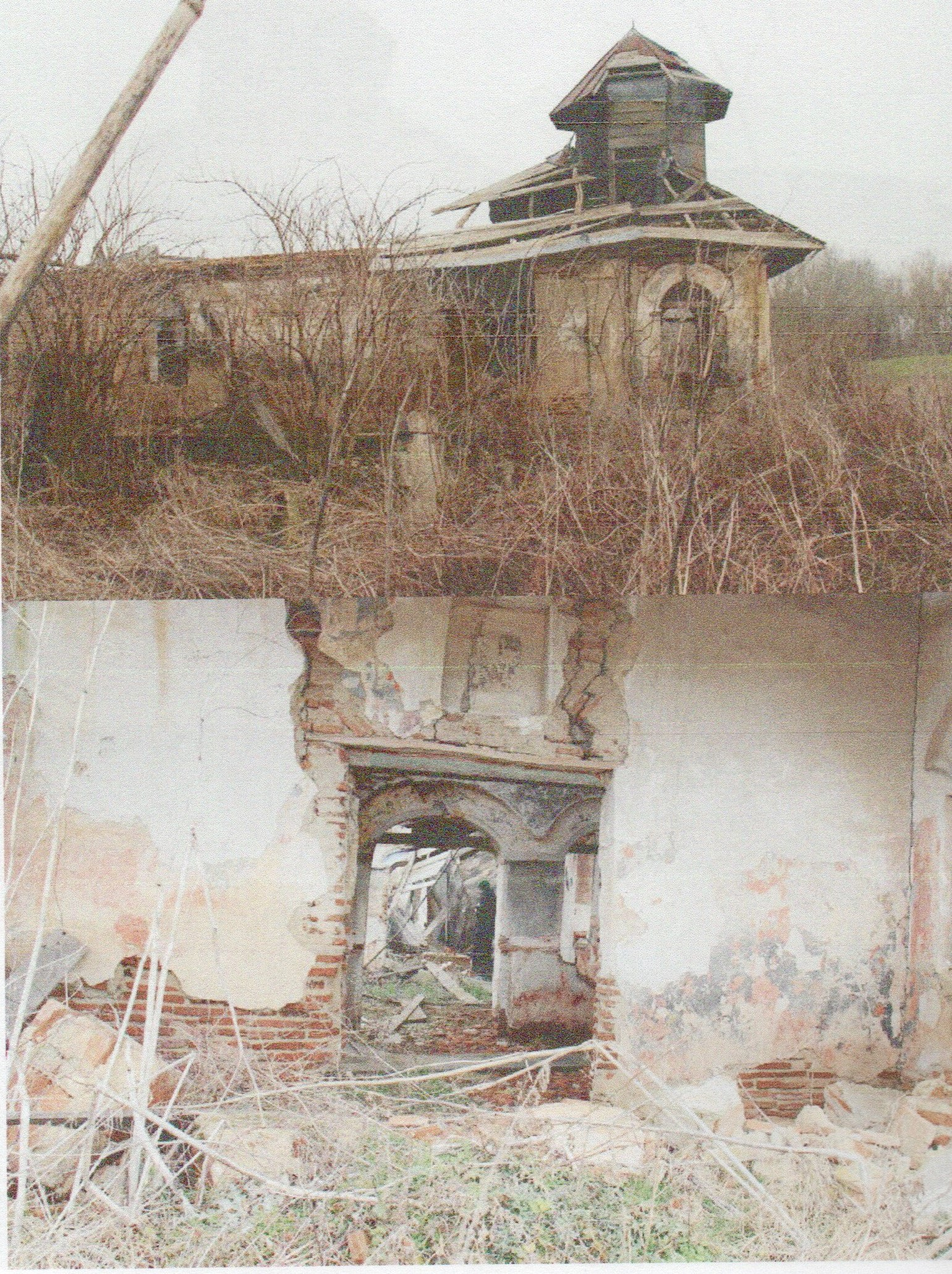
Biserica sf. Nicolae in 2020

Reproducând planul vechi al bisericilor din lemn , biserica din satul  Orboiești, comuna Andrășești este unul dintre  cele mai vechi monumente din zid care se mai păstrează în județul Ialomița. Are formă de navă cu pridvor deschis, învelitoare din tablă. A fost remarcată și de Nicolae Iorga. Multă vreme aici a funcționat și școala satului.

Sursa: https://djcialomita.ro/biserica-sfantul-nicolae-sat-orboiesti-comuna-andrasesti-524.html/#page-content